# إيندريدي سيغوردسون
إيندريدي سيغوردسون (بالآيسلندية: Indriði Sigurðsson)‏ (مواليد 12 أكتوبر 1981 في ريجيافيك) هو مدافع كرة قدم دولي، يلعب حالياً لصالح نادي ريكيافيكور لكرة القدم الآيسلندي منذ سنة 2015.

## مسيرته على مستوى الأندية
بدأ إيندريدي سيغوردسون مسيرته الكروية مع نادي ريكيافيكور، وانتقل إلى النرويج سنة 2000 للعب مع نادي ليلستروم، وفي سبتمبر 2003 لعب لصالح نادي جينك ببلجيكا. ثم عاد ثانية للعب مع نادي ريكيافيكور ب29 يوليوز 2006. بعد فترة قصيرة قضاها مع ريكيافيكور، انتقل اللاعب إلى نادي لين بالثامن من غشت 2006. ثم لعب لصالح نادي فيكينغ النرويجي منذ 3 غشت 2009 إلى سنة 2015، حيث عاد أخيراً إلى نادي ريكيافيكور.

## مسيرته الدولية
ظهر سيغوردون 65 مرة وسجل هدفين لصالح منتخب آيسلندا. لعب أول مباراة له مع المنتخب الآيسلندي في يناير 2000 ضد المنتخب النرويجي.

## إحصاءات حول مسيرته الكروية
| الموسم  | النادي   | القسم                   | الدوري    | الدوري  | الكأس     | الكأس   | المجموع   | المجموع |
| الموسم  | النادي   | القسم                   | المشاركات | الأهداف | المشاركات | الأهداف | المشاركات | الأهداف |
| ------- | -------- | ----------------------- | --------- | ------- | --------- | ------- | --------- | ------- |
| 2000    | ليلستروم | الدوري النرويجي الممتاز | 7         | 0       | —         | —       | 17        | 0       |
| 2001    | ليلستروم | الدوري النرويجي الممتاز | 11        | 0       | —         | —       | 11        | 0       |
| 2002    | ليلستروم | الدوري النرويجي الممتاز | 22        | 0       | —         | —       | 22        | 0       |
| 2003    | ليلستروم | الدوري النرويجي الممتاز | 18        | 0       | —         | —       | 18        | 0       |
| 2006    | لين      | الدوري النرويجي الممتاز | 10        | 0       | 0         | 0       | 10        | 0       |
| 2007    | لين      | الدوري النرويجي الممتاز | 20        | 0       | 2         | 0       | 22        | 0       |
| 2008    | لين      | الدوري النرويجي الممتاز | 24        | 1       | 4         | 0       | 28        | 1       |
| 2009    | لين      | الدوري النرويجي الممتاز | 15        | 0       | 3         | 0       | 18        | 0       |
| 2009    | فيكينغ   | الدوري النرويجي الممتاز | 10        | 0       | 0         | 0       | 10        | 0       |
| 2010    | فيكينغ   | الدوري النرويجي الممتاز | 29        | 2       | 4         | 1       | 33        | 3       |
| 2011    | فيكينغ   | الدوري النرويجي الممتاز | 27        | 0       | 5         | 2       | 32        | 2       |
| 2012    | فيكينغ   | الدوري النرويجي الممتاز | 24        | 1       | 3         | 0       | 27        | 1       |
| 2013    | فيكينغ   | الدوري النرويجي الممتاز | 29        | 2       | 2         | 0       | 31        | 2       |
| 2014    | فيكينغ   | الدوري النرويجي الممتاز | 26        | 3       | 4         | 0       | 30        | 1       |
| 2015    | فيكينغ   | الدوري النرويجي الممتاز | 26        | 1       | 0         | 0       | 26        | 3       |
| المجموع | المجموع  | المجموع                 | 298       | 10      | 27        | 3       | 325       | 13      |

### الأهداف الدولية
| #  | التاريخ       | المكان                             | الخصم    | الهدف | المسابقة                                  |
| -- | ------------- | ---------------------------------- | -------- | ----- | ----------------------------------------- |
| 1. | 8 سبتمبر 2004 | ملعب فيرينك سزوسزا، بودابست، المجر | المجر    | 2–2   | تصفيات أوروبا لكأس العالم لكرة القدم 2006 |
| 2. | 1 أبريل 2009  | هامبدن بارك، غلاسكو، اسكتلندا      | إسكتلندا | 1–1   | تصفيات أوروبا لكأس العالم لكرة القدم 2010 |

## وصلات خارجية
- إيندريدي سيغوردسون على موقع قاعدة بيانات كرة القدم.إي يو (الإنجليزية)
- إيندريدي سيغوردسون على موقع ناشيونال فوتبول تيمز (الإنجليزية)

- الصفحة الشخصية بموقع lyn.no (بالنرويجية)
- الصفحة الشخصية بموقع lynhistorie.com (بالنرويجية)
- نبذة عن الشخصية بموقع krcgenk.be (بالهولندية)